# Naundorf
Naundorf es un municipio situado en el distrito de Sajonia Septentrional, en el estado federado de Sajonia (Alemania), a una altitud de 140 metros. Su población a finales de 2016 era de unos 2350 habitantes y su densidad poblacional, 64 hab/km².